# Willy Scheers
Willy Scheers (* 29. März 1947 in Lier, Belgien) ist ein ehemaliger belgischer Radrennfahrer und nationaler Meister im Radsport.
1969 gewann er als Amateur die nationale Meisterschaft im Mannschaftszeitfahren gemeinsam mit Ludo Van Der Linden, Willy Van Mechelen, Emile Cambré, Willy Verschueren und Louis Dierckx. 1966 hatte er diesen Titel ebenfalls gewonnen.
1969 startete er seine Profi-Karriere mit der belgischen Mannschaft Faema. Bis 1982 – sein letztes Profi-Jahr – hatte er einen beständigen Wechsel seiner Mannschaft.

## Palmarès
| Zusammenfassung |        |                    |                                      |
| Jahr            | Erfolg | Erfolg             | Rennen                               |
| 1966            | Sieger | 3. Etappe          | Belgien-Rundfahrt                    |
| 1968            | 3.     | 3. Etappe          | Tour de Namur                        |
| 1969            | 3.     | 2. Etappe          | Friedensfahrt                        |
| 1969            | Sieger | 12. Etappe         | Friedensfahrt                        |
| 1969            | 2.     | 6. Etappe          | Belgien-Rundfahrt                    |
| 1970            | 3.     | 3.                 | Omloop van Oost-Vlaanderen (Belgiën) |
| 1970            | Sieger | Sieger             | Antwerpen (Belgien)                  |
| 1971            | Sieger | 17. Etappe, Teil a | Vuelta a España                      |
| 1971            | Sieger | Sieger             | Noorderwijk (Belgiën)                |
| 1972            | 2.     | 2.                 | Noorderwijk (Belgiën)                |
| 1972            | Sieger | Sieger             | Wakken (Belgiën)                     |
| 1973            | 3.     | 3.                 | Baasrode (Belgiën)                   |
| 1973            | Sieger | Sieger             | Lommel (Belgiën)                     |
| 1974            | 53.    | 53.                | Lüttich–Bastogne–Lüttich             |
| 1975            | 2.     | 2.                 | Haasdonk (Belgiën)                   |
| 1976            | 2.     | 2.                 | Deerlijk (Belgiën)                   |
| 1976            | Sieger | Sieger             | Halse Pijl (Belgiën)                 |
| 1976            | 2.     | 2.                 | Lommel (Belgiën)                     |
| 1976            | Sieger | Sieger             | Ninove (Belgiën)                     |
| 1976            | Sieger | Sieger             | Tienen (Belgiën)                     |
| 1977            | Sieger | Sieger             | Buggenhout (Belgiën)                 |
| 1977            | 2.     | 2.                 | Lommel (Belgiën)                     |
| 1979            | 2.     | 2.                 | Zwevegem (Belgiën)                   |
| 1980            | Sieger | Sieger             | Bredene (Belgiën)                    |
| 1981            | Sieger | Sieger             | Blaasveld (Belgiën)                  |
| 1981            | 2.     | 2.                 | Lommel (Belgiën)                     |